# Infa-Riot
Infa Riot est un groupe de punk rock formé en 1980 à Wood Green, au nord de Londres, en Angleterre, par le chanteur Lee Wilson et le guitariste Barry D'Amery. Le nom Infa-Riot est une abréviation de « In for a Riot » ("En route pour l'émeute"),.

## Histoire

### Formation
Le groupe se forme fin 1980. Infa-Riot joue son premier concert en première partie d'Angelic Upstarts au Lordship Pub, Wood Green, en avril 1981. Leur quatrième concert a été commenté dans le magazine Sounds par Thomas "Mensi" Mensforth d'Angelic Upstarts. Deux morceaux d'Infa Riot ont été publiés dans la légendaire compilation Strength Through Oi! en mai 1981 et leur chanson classique Each Dawn I die a été publiée dans la compilation de suivi Carry on Oi plus tard en 1981. Leur premier single Kids of the '80's est sorti en septembre 1981. Le single atteint la deuxième place du UK Indie Chart en février 1982. Le deuxième single d'Infa Riot, The Winner, est sorti en mai 1982 et le premier album Still Out of Order en août. L'album a passé quatre semaines dans le UK Albums Chart, atteignant le numéro 42

### Changement de nom et dissolution
En 1984, Infa Riot changent son nom pour The Infas, moins controversé, et sort son deuxième album Sound & Fury . Les Infas jouent leur dernier concert en novembre 1985. Il a été enregistré et sorti en 1988 dans le Live and Loud !! de Link Records.

### Reformation
Le groupe se reforme en 2011. Ils sortent un nouvel album, Old and Angry en 2017. Le groupe joue à Tel Aviv en 2018.

## Membres du groupe
- Lee Wilson - chant
- Barry Damery - guitare
- Chris Lloyd - basse
- Tom Eagle - batterie

## Discographie

### Singles
- "Kids of the '80's" (1981)
- "The Winner" (1982)
- "Sound & Fury" (1984)
- "Bootboys" (2011, split single with The Gonads)

### Albums studios
- Still Out of Order (1982)
- Sound & Fury (1984)
- Old and Angry (2017)

### Compilations et albums live
- Live and Loud!! (1988)
- The Best of Infa Riot (2005)